# Peneplan

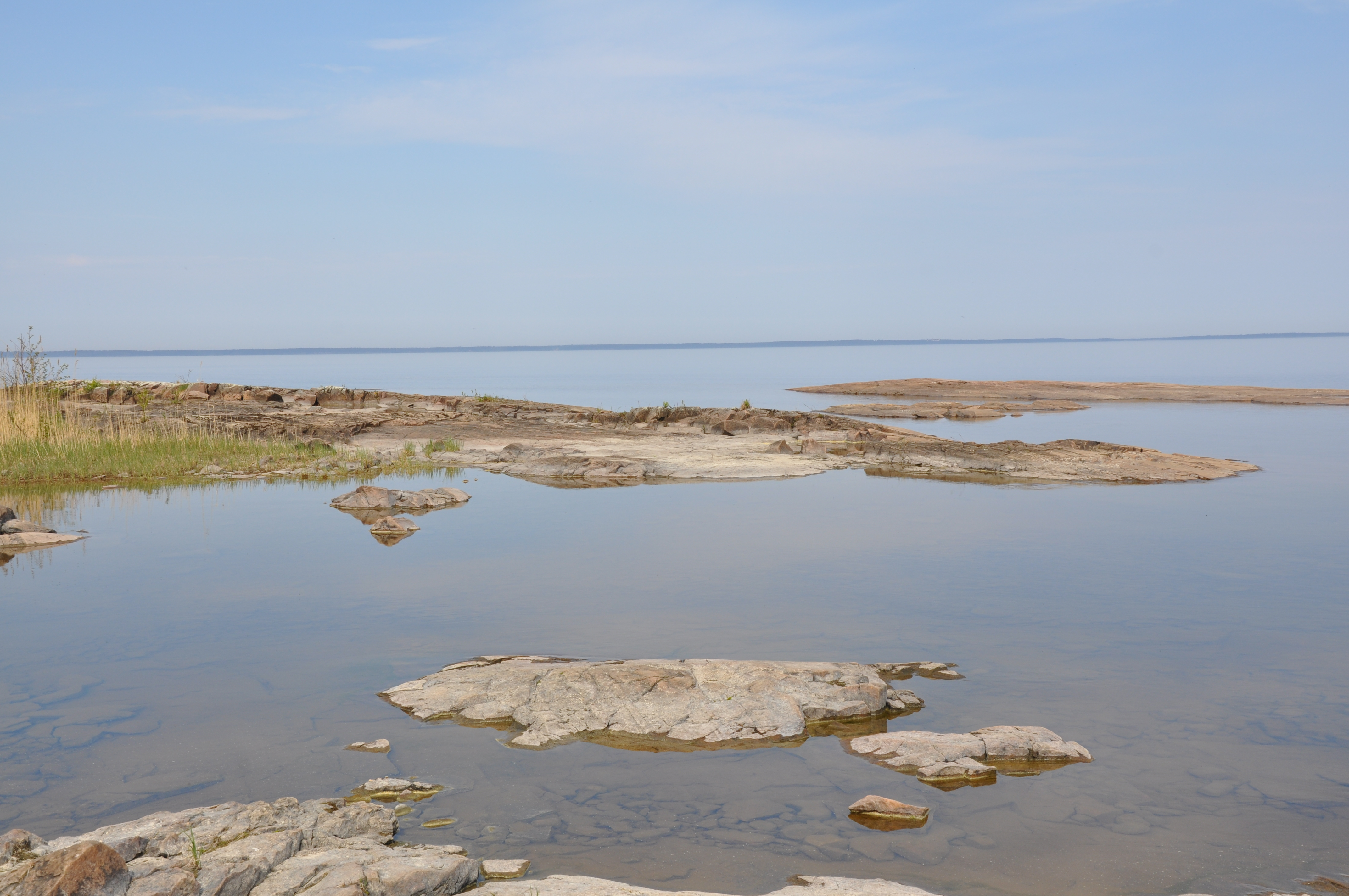
Det subkambriska peneplanet vid Kinnekulle.

Peneplan är en flack och nästintill horisontell erosionsyta som har eroderats av exempelvis vind och vatten. Över ett sådant landskap är de exogena krafterna fortfarande verksamma, dock i ytterst liten utsträckning. Denudationen, det vill säga nednötningen, går långsamt fram till dess att inre krafter på nytt omformar landskapet till ett mer topografiskt oregelbundet sådant. Begreppet infördes av amerikanen William Morris Davis, geomorfologins grundare.
Peneplanet utgör, enligt Davis, slutstadiet i den landskapsutveckling som han tecknat i sin teori om erosionscykeln i humid miljö. Då det emellertid i naturen förekommer ständigt återkommande förskjutningar av en landytas läge i förhållande till basnivån (havsytan), utbildas peneplan inte under en enda erosionscykel utan är utformade under två eller flera erosionsgenerationer.
I Sverige finns det så kallade subkambriska peneplanet, som är den flacka urbergsyta som de kambriska bergarterna avsattes på. Det subkambriska peneplanet finns blottat på ett flertal ställen, bland annat vid Västgötaslätten, Upplandsslätten och i östra Småland.